# 蒙蒂菲奥里风车
蒙蒂菲奥里风车是以色列耶路撒冷的一个地标性的风车。

## 历史
它由英国犹太人银行家和慈善家摩西蒙蒂菲奥里建于1857年，原用于风力磨面粉，位于耶路撒冷西城墙对面的斜坡。由于摩西蒙蒂菲奥里的努力，三年后在这里又建立了新的犹太人聚居区Mishkenot Sha'ananim。耶路撒冷在当时是奥斯曼帝国的一部分。今天，风车成为一个小博物馆，用于纪念蒙蒂菲奥里的成就。2012年恢复了初期的风格。

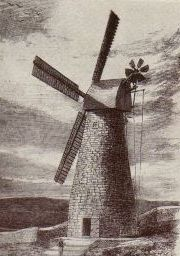
1858年

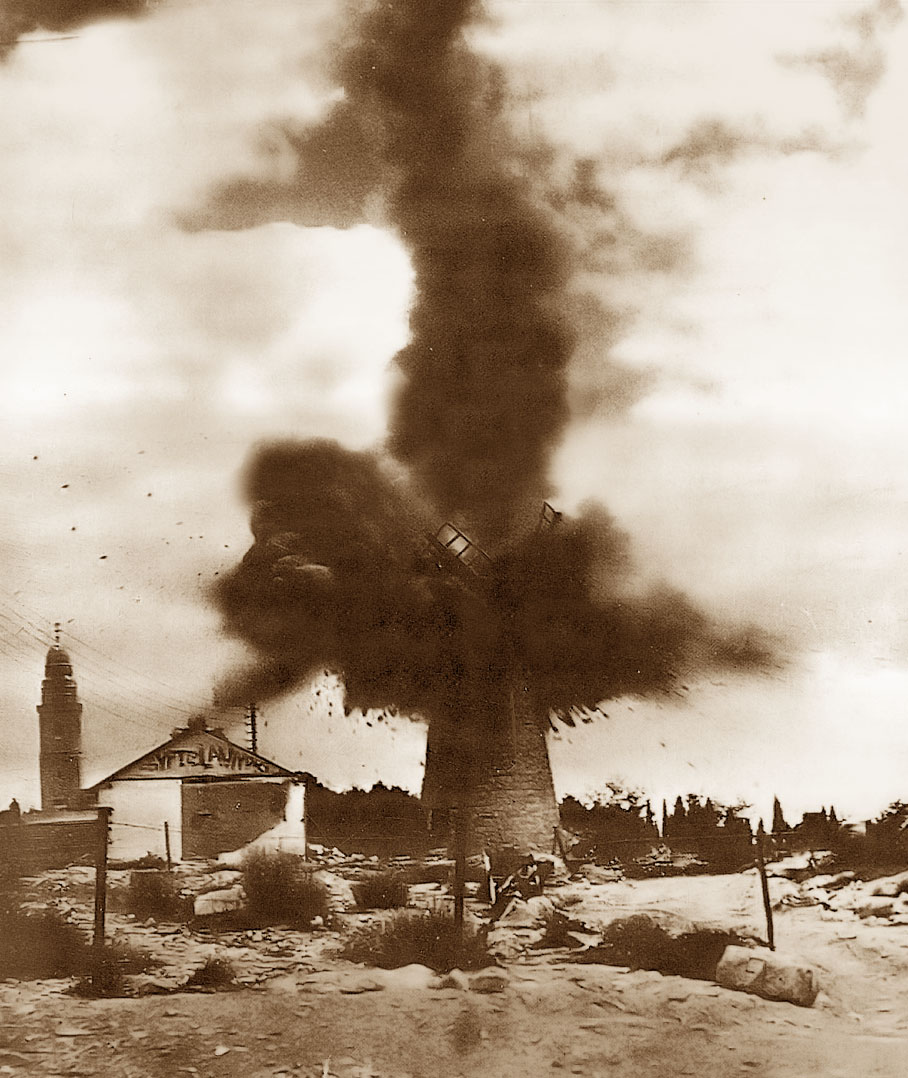
1948年

31°46′17.31″N 35°13′27.03″E / 31.7714750°N 35.2241750°E